# Histiócito
Os histiócitos são macrófagos inactivos, fixos, com os pseudópodes retraídos e com aspecto ovóide.
Os histiócitos encontram-se em diversos órgão e tecidos, como o cérebro, tecido mamário, fígado, pulmões, gânglios linfáticos, placenta, baço e amígdalas.